# Liste der Monuments historiques in Les Loges (Haute-Marne)
Die Liste der Monuments historiques in Les Loges führt die Monuments historiques in der französischen Gemeinde Les Loges auf.

## Liste der Immobilien
| Bezeichnung          | Beschreibung             | Standort                     | Kennzeichnung | Schutzstatus | Datum | Bild |
| -------------------- | ------------------------ | ---------------------------- | ------------- | ------------ | ----- | ---- |
| Kloster Grosse-Sauve | Kapelle, 12. Jahrhundert | südwestlich des Ortes (Lage) | PA00079135    | Inscrit      | 1929  |      |